# Епіцентр (футбольний клуб)
«Епіцентр» — український футбольний клуб з міста Кам'янець-Подільський Хмельницької області. Заснований у 2019 на базі ФК «Дунаївці» та до липня 2022 року представляв місто Дунаївці. Виступає у Прем'єр лізі України.
У 2019 році став переможцем Чемпіонату Хмельницької області з футболу. Найвищим досягненням команди в Аматорській футбольній лізі України стало віце-чемпіонство у сезоні 2020 року. У тому ж 2020 році ФК «Епіцентр» отримав статус професійного футбольного колективу та дебютував у Кубку України з футболу.

## Історія
Колишні назви
- 2019—2022: ФК «Епіцентр» (Дунаївці)
- 2022–дотепер: ФК «Епіцентр» (Кам'янець-Подільський)

#### 2019-дотепер
У сезоні 2019 року дунаївчани отримали нового спонсора в особі Олександра Гереги та найбільшої у країні мережі будівельних гіпермаркетів «Епіцентр К». Відтак, місцева футбольна команда успадкувала спонсорські сині кольори та назву. Також до складу ФК «Епіцентр» перейшли нові гравці, що мали досвід виступів в обласних та аматорських першостях, а також на найвищому рівні професійної футбольної ліги України. Петро Бадло, який протягом попередніх двох років захищав кольори дунаївчан, тепер увійшов до тренерського складу команди. На посаду головного тренера команди був призначений Ігор Климентійович Бадло.
Першим успіхом дунаївчан у 2019 році стало здобуття Кубка Хмельницької області з футболу. У фінальному матчі, який проходив на стадіоні «Поділля» міста Хмельницького, «Епіцентр» із рахунком 3:0 здолав «Іскру» з Теофіполя. А вже згодом «дунаївчани» підкорили і обласний чемпіонат, не зазнавши при цьому жодної поразки. Цього чемпіонського звання дунаєвецькі вболівальники чекали довгих 15 років.
2020 рік розпочався зі світової епідемії коронавірусу COVID-19, що спричинила значні зміни у графіках спортивних змагань та заборону присутності на трибунах вболівальників. В цьому році ФК «Епіцентр» не брав участь в обласному чемпіонаті, хоча вдруге поспіль виграв Кубок області з футболу, здолавши у фіналі ФК «Перлина Поділля» (Білогір'я) із рахунком 2:0. Після десятирічної перерви знаковою подією стала участь дунаєвецької команди у розіграші Чемпіонату України з футболу серед аматорів. Протягом першої половини регулярної першості, яка проходила у форматі групових змагань, команда експериментувала зі складом, та тривалий час не могла здобути першу перемогу. Під час міжсезоння клуб підсилився одразу кількома гравцями, зокрема бразильським нападником — Барбоза да Сілвою. Зміни у складі якісно позначились на грі. У підсумку ФК «Епіцентр» завершив регулярний чемпіонат на другій сходинці Групи 1, поступившись лише ОДЕК (Оржів) та отримав право виступати у фінальній частині чемпіонату (плей-оф). Почергово здолавши з рахунком 4:1 ФК «Вовчанськ», а потім ФК «ЛНЗ-Лебедин», вперше у своїй історії «дунаївчани» вийшли до фіналу аматорського чемпіонату України з футболу, де їх суперником стала досвідчена команда ФК «Вікторія» (Миколаївка).
Фінал 2020-го року видався неймовірним. Матч проходив у Києві на стадіоні НТК ім. Баннікова за порожніх трибун. ФК «Епіцентр» першим відкрив рахунок — на 4-й хвилині відзначився Барбоза да Сілва. За двадцять хвилин після того, Кузьмін відновив рівновагу на табло, але на 31-й хвилині Барбоза да Сілва оформив дубль у цьому матчі. Після перерви команди почергово обмінювались небезпечними моментами, зрештою Кузьмін на 66-й хвилині знов зрівняв рахунок у матчі, а на 89-й хвилині Михайлюк вивів ФК «Вікторія» вперед. Здавалося б вже програний для «Епіцентру» матч врятував Сергій Раца, за мить до фінального свистка арбітра, зрівнявши рахунок на 92-й хвилині. Таким чином основний час протистояння завершився з рахунком 3:3. Протягом двох додаткових таймів команди ще по разу обмінялися голами. Спочатку за суперників на 105-й хвилині відзначився Без'язичний, тому клуб з Дунаївців знову змушений був відіграватися. На 110-й хвилині Руслан Івашко своїм голом зафіксував остаточний рахунок матчу 4:4. На жаль серія пенальті виявилась відверто провальною для «дунаївчан». Після чотирьох спроб з одинадцятиметрової позначки лише удар Барбоза да Сілви став результативним. ФК «Вікторія» стала чемпіоном здолавши ФК «Епіцентр» у серії пенальті із рахунком 3:1. Кращим гравцем матчу у складі команди з Дунаївців було визнано бразильця — Барбоза да Сілву.

#### Професійна футбольна ліга
30-го серпня 2020-го року ФК «Епіцентр» провів перший офіційний поєдинок у статусі професійного футбольного клубу. У рамках попереднього етапу розіграшу Кубку України з футболу 2020/2021 років, в Дунаївцях на стадіоні «Колос» дунаєвецькі футболісти зустрічалися з львівськими «Карпатами», які через значні фінансові складнощі не змогли дограти попередній сезон у Прем'єр Лізі, зрештою втративши весь основний склад гравців понизились у класі. Матч проходив за помітної переваги ФК «Епіцентр». Зрештою, після численних неточних ударів у бік воріт львів'ян, на 42-й хвилині ударом головою Віталій Бадло оформив історичний перший м'яч дунаєвецької команди у Кубку України та на професійному рівні загалом. На 67-й хвилині дебютант команди — Микола Буй потужним ударом з двадцяти метрів подвоїв перевагу, а завдяки голам на 83-й та 88-й хвилинах і взагалі оформив хет-трик у першому ж матчі за ФК «Епіцентр». Фінальний свисток зафіксував остаточний рахунок 4:0 на користь «дунаївчан».
Протягом кількох перших турів дунаєвецька команда навіть очолювала турнірну таблицю у групі «А» Другої ліги сезону 2020/2021. Зрештою, було зіграно 24 матчі, в яких здобуто 14 перемог, у 4 зустрічах зазнано поразки та 6 матчів завершено внічию. З підсумковими 48 очками, дебютний сезон у професійній футбольній лізі для ФК «Епіцентр» завершився на четвертому місці. Попереду опинились ФК «Поділля» (57 очків), ФК «Ужгород» (55 очків) та ФК «Діназ» (51 очко). Найбільш результативною перемогою на своєму полі стала гра із ФК «Карпати» (Львів) — 4:0, найбільшої домашньої поразки клуб зазнав у останньому турі від земляків з ФК «Поділля» — 0:3, найбільшу перемогу на виїзді зафіксовано у протистоянні із ФК «Волинь-2» (Луцьк) — 1:4, найбільшої поразки на полі суперника зазнано від ФК «Ужгород» із рахунком 2:0, а найбільш результативною нічиєю став домашній поєдинок з ФК «Буковина» (Чернівці), який завершився із рахунком 2:2. Найкращим бомбардиром сезону став Руслан Івашко із 5 голами. Загалом, за підсумками сезону у ворота суперників дунаївчани забили 36 м'ячів та пропустили лише 15, ставши другими за надійністю захисту у своїй групі. Варто зазначити, що у протистоянні із досить стабільними та рівними за класом суперниками «дунаївчани» все ж не змогли виконати завдання на сезон та здобути путівку до Першої ліги.
У літнє міжсезоння у тренерський штаб увійшли Олег Надуда, Володимир Ігнатьєв, Вадим Боженко, а також тренером-консультантом став досвідчений фахівець та колишній гравець національної збірної України — Сергій Нагорняк.
З 29 липня 2022 року «Епіцентр» став представляти місто Кам'янець-Подільський Хмельницької області.

## Досягнення
Перша ліга:
- Переможець (1): 2024/25

Чемпіонат Хмельницької області з футболу
- Переможець (3): 2019.

Кубок Хмельницької області з футболу
- Переможець (2): 2019, 2020

Чемпіонат України з футболу серед аматорів
- Срібний призер: 2019/20.

## Стадіон
У 2019 році команда виступала на стадіоні «Колос» в місті Дунаївці, який був відкритий після реконструкції. Очікувалось вдосконалити трибуни, збільшивши їх місткість до тисячі ста глядацьких місць, адже місцева команда планувала отримати професійний статус і стартувати в Другій лізі чемпіонату України. Стадіон «Колос» приймав замагання за участю ФК «Епіцентр» аж до кінця 2022 року.
Від початку 2023 року домашньою ареною ФК «Епіцентр» стає відкритий після першої за 60 років реконструкції стадіон імені Тонкочеєва у Кам'янці-Подільському. Під час капітального ремонту було оновлено трибуни, споруди адміністративного призначення, футбольний газон, відновлене покриття бігових доріжок, сектори для спортивних змагань, відремонтовані тротуари та покращено благоустрій території, а також забезпечено умови для безпечного та зручного перебування на стадіоні глядачів із обмеженими можливостями. Після реконструкції стадіон вміщує 2587 глядачів.

## Клубна емблема
З 2019 року в основу емблеми команди покладено Герб міста Дунаївці, а саме — зображення срібного журавля, який стоїть на одній нозі та тримає футбольного м'яча у другій. У 2021 році чорно-біла емблема клубу отримала клубні кольори, де білого журавля зображено на фоні синьо-білих смуг. Після переїзду до міста Кам'янець-Подільський нова емблема клубу отримала синьо-білий щит прикрашений стилізованими замковими баштами та літерами «ЕК».

2019-2022 роки
2022-2025 роки
з липня 2025 року

## Спонсори
- ТМ Епіцентр (2019-дотепер)

## Відомі футболісти
- Бадло Петро Климентійович
- Івашко Руслан Вікторович
- Керчу Олег Миколайович
- Чернобай Сергій Анатолійович
- Темерівський Олександр Сергійович

## Легіонери
Клаудіней

## Головні тренери
- Бадло Ігор Климентійович (2019—2021 роки)
- Надуда Олег Миколайович (2021—2022 роки)
- Нагорняк Сергій Миколайович (з 2022 року)

## Склад команди
Станом на 18 серпня 2025  року відповідно до офіційної заявки на сайті ПЛ
| №  | Поз. | Нац.    | Гравець                        |
| -- | ---- | ------- | ------------------------------ |
| 30 | ВР   | Україна | Гліб Бушняк                    |
| 31 | ВР   | Україна | Олег Білик                     |
| 37 | ВР   | Україна | Арсеній Вавшко                 |
| 3  | ЗХ   | Україна | Степан Григоращук              |
| 4  | ЗХ   | Україна | Владислав Мороз (віце-капітан) |
| 6  | ЗХ   | Україна | Гліб Савчук                    |
| 77 | ЗХ   | Іспанія | Ніл Кош Монтанья               |
| 97 | ЗХ   | Україна | Олександр Климець              |
| 5  | ПЗ   | Україна | Євген Запорожець               |
| 7  | ПЗ   | Україна | Іван Бендера                   |
| 8  | ПЗ   | Україна | Микола Миронюк                 |
| 9  | ПЗ   | Іспанія | Сіфуентес                      |

| №  | Поз. | Нац.    | Гравець                  |
| -- | ---- | ------- | ------------------------ |
| 10 | ПЗ   | Україна | Андрій Беженар (капітан) |
| 11 | ПЗ   | Україна | Станіслав Кристін        |
| 17 | ПЗ   | Україна | Єгор Демченко            |
| 22 | ПЗ   | Україна | Владислав Кристін        |
| 28 | ПЗ   | Україна | Андрій Ліповуз           |
| 34 | ПЗ   | Україна | Володимир Танчик         |
| 39 | ПЗ   | Іспанія | Джон Себеріо             |
| 98 | ПЗ   | Україна | Андрій Ляшенко           |
| 14 | НП   | Україна | Денис Янаков             |
| 20 | НП   | Україна | Вадим Сидун              |
| 23 | НП   | Україна | Андрій Борячук           |

### Юнацький склад (U-19)
Станом на 18 серпня 2025  року відповідно до офіційної заявки на сайті ПЛ
| № | Поз. | Нац.    | Гравець            |
| - | ---- | ------- | ------------------ |
|   | ВР   | Україна | Святослав Лихвар   |
|   | ВР   | Україна | Павло Ріпак        |
|   | ЗХ   | Україна | Юрій Вергун        |
|   | ЗХ   | Україна | Данило Горощук     |
|   | ЗХ   | Україна | Євген Жилінський   |
|   | ЗХ   | Україна | Юрій Лозинський    |
|   | ЗХ   | Україна | Андрій Лукач       |
|   | ЗХ   | Україна | Ілля Матійчак      |
|   | ЗХ   | Україна | Дмитро Михавко     |
|   | ЗХ   | Україна | Артур Поворозник   |
|   | ЗХ   | Україна | Максим Рубан       |
|   | ЗХ   | Україна | Олександр Хомишак  |
|   | ПЗ   | Україна | Андріан Бекерський |

| № | Поз. | Нац.    | Гравець              |
| - | ---- | ------- | -------------------- |
|   | ПЗ   | Україна | Андрій-Богдан Гейник |
|   | ПЗ   | Україна | Максим Генгало       |
|   | ПЗ   | Україна | Юрій Пач             |
|   | ПЗ   | Україна | Устим Пітула         |
|   | ПЗ   | Україна | Владислав Романюк    |
|   | ПЗ   | Україна | Павло Савіцький      |
|   | ПЗ   | Україна | Антон Сілантьєв      |
|   | ПЗ   | Україна | Максим Українець     |
|   | ПЗ   | Україна | Андрій Шкраба        |
|   | НП   | Україна | Максим Бурлаков      |
|   | НП   | Україна | Максим Гавура        |
|   | НП   | Україна | Вадим Мисько         |

## Виступи вчемпіонаті Хмельницької області
| Сезон | Назва                    | Місце  | І  | В  | Н | П | ГЗ | ГП | О  | Примітки |
| ----- | ------------------------ | ------ | -- | -- | - | - | -- | -- | -- | -------- |
| 2019  | ФК «Епіцентр» (Дунаївці) | 1 з 10 | 15 | 13 | 2 | 0 | 56 | 6  | 41 |          |

## Виступи в Чемпіонаті України з футболу серед аматорів
| Сезон     | Назва         | Місце  | І  | В  | Н | П | ГЗ | ГП | О  | Примітки      |
| --------- | ------------- | ------ | -- | -- | - | - | -- | -- | -- | ------------- |
| 2019/2020 | ФК «Епіцентр» | 2 з 10 | 18 | 12 | 3 | 3 | 36 | 20 | 39 | груповий етап |
| 2019/2020 | ФК «Епіцентр» | 2      | 3  | 2  | 1 | 0 | 12 | 6  |    | плей оф       |

## Виступи в чемпіонаті України
| Сезон     | Назва                              | Ліга                           | Місце  | І  | В  | Н  | П | ГЗ | ГП | О  | Примітки                  |
| --------- | ---------------------------------- | ------------------------------ | ------ | -- | -- | -- | - | -- | -- | -- | ------------------------- |
| 2020/2021 | «Епіцентр» (Дунаївці)              | Друга ліга (Група «А»)         | 4 з 13 | 26 | 14 | 6  | 4 | 36 | 15 | 48 |                           |
| 2021/2022 | «Епіцентр» (Дунаївці)              | Друга ліга (Група «А»)         | 5 з 15 | 19 | 12 | 1  | 6 | 30 | 19 | 37 | Підвищення                |
| 2022/2023 | «Епіцентр» (Кам'янець-Подільський) | Перша ліга (Група «А»)         | 3 з 8  | 14 | 8  | 3  | 3 | 17 | 11 | 27 |                           |
| 2022/2023 | «Епіцентр» (Кам'янець-Подільський) | Перша ліга (Чемпіонська група) | 6 з 8  | 14 | 4  | 3  | 7 | 12 | 17 | 15 |                           |
| 2023/2024 | «Епіцентр» (Кам'янець-Подільський) | Перша ліга                     | 4 з 20 | 28 | 11 | 11 | 6 | 39 | 33 | 44 | Програш в стикових матчах |